# Langstacheliger Stachelkopf
Der Langstachelige Stachelkopf (Sebastolobus altivelis), englisch Longspine thornyhead, ist ein Meeresfisch in der Familie der Stachelköpfe. Er kommt an der Pazifikküste Nordamerikas vom Süden Kaliforniens bis nach Alaska und den Aleuten vor.

## Merkmale
Der Fisch ist auffällig rot gefärbt, Jungfische unter 5 Zentimeter sind schwarz, und kann bis zu 39 Zentimeter groß werden; üblich sind Größen um 30 Zentimeter. Das maximal bekannte Alter liegt bei 45 Jahren.
Die Rückenflosse hat normalerweise 15, manchmal auch 16 Flossenstacheln und 8 bis 10 Weichstrahlen. Die Flossenstacheln sind ungiftig. Die Afterflosse wird von drei Stacheln und 4 bis 6 Weichstrahlen gestützt. Die Schwanzflosse ist abgerundet, die Brustflossen sind eingebuchtet. Der Kopfstacheln sind sehr stark.

## Lebensweise
Der Langstachelige Stachelkopf lebt bodennah auf Weichböden in einer Tiefe von 370 bis 1600 Metern. Er hat sich dem hohen Druck, dem geringen Sauerstoffgehalt des Wassers und dem geringen Nahrungsangebot mit einem verlangsamten Stoffwechsel angepasst; der Fisch kann so bis zu 180 Tage ohne Nahrung überleben. Allgemein ernährt er sich u. a. von Krill, Schlangensternen und anderen niederen Lebensformen, die auf dem Tiefseeboden vorkommen. Es kommt aber auch Kannibalismus vor, d. h. große Fische jagen kleinere Exemplare.
Der Fisch wird von größeren Tieren als Beute gejagt.

## Fortpflanzung
Weibliche Tiere erreichen mit ungefähr 23 Jahren die Geschlechtsreife und legen im Januar bis Mai etwa 2000-50.000 Eier.

## Gefährdung
Der Langstachelige Stachelkopf wird in der Roten Liste des IUCN nicht aufgeführt, ist aber durch Überfischung und Grundschleppnetzfischerei gefährdet. In Kanada wird der Fisch gefangen und nach Japan exportiert, wo er als Delikatesse gilt. Von 1996 bis 2005 wurden in Kanada rund 6500 Tonnen gefischt.